# هاري رايس
هاري رايس (بالإنجليزية: Harry Rice)‏ هو لاعب كرة قاعدة أمريكي، ولد في 22 نوفمبر 1901، وتوفي في 1971 في بورتلاند في الولايات المتحدة بسبب سرطان.

## وصلات خارجية
- هاري رايس على موقعبيزبول رفرنس.كوم (الدوري الرئيسي) (الإنجليزية)